# Nymölla
Nymölla is een plaats in de gemeente Bromölla in het Zweedse landschap Skåne en de provincie Skåne län. De plaats heeft 294 inwoners (2005) en een oppervlakte van 115 hectare. De plaats grenst aan een baai van de Oostzee, hier mondt bij de plaats ook de rivier de Skräbeån in uit. Voor de rest bestaat de directe omgeving van de plaats uit zowel landbouwgrond als bos. Bij de plaats ligt een industriegebied hier heeft onder andere het bedrijf Stora Enso een papierfabriek.